# Lucas Bogado
Pour les articles homonymes, voir Bogado.
Lucas Bogado, né le 5 juin 1997, est un coureur cycliste paraguayen. 

## Biographie
Lucas Bogado est originaire de Naranjal, une municipalité du département de l'Alto Paraná. Il pratique le cyclisme depuis l'âge de douze ans. Spécialiste du VTT, son palmarès compte de nombreux titres de champion du Paraguay. Au niveau continental, il a terminé quatrième du championnat panaméricain de cross-country eliminator en 2022. Il participe également à quelques courses sur route.
À l'automne 2024, il se distingue en devenant champion d'Amérique du Sud de cross-country eliminator, en Argentine.

## Palmarès en VTT

### Championnats panaméricains
- Catamarca 2022
  - 4e du cross-country eliminator

### Championnats d'Amérique du Sud
- Encarnación 2023
  -  Médaillé d'argent du cross-country short track
- 2024
  -  Médaillé d'or du cross-country eliminator

### Championnats nationaux
- 2020
  -  Champion du Paraguay de cross-country eliminator
  - 3e du championnat du Paraguay de cross-country
- 2021
  -  Champion du Paraguay de cross-country
  -  Champion du Paraguay de cross-country eliminator
- 2022
  -  Champion du Paraguay de cross-country
  - 2e du championnat du Paraguay de cross-country short track
- 2023
  -  Champion du Paraguay de cross-country short track
  -  Champion du Paraguay de cross-country eliminator

## Palmarès sur route

### Par année
- 2014
  - 2e du championnat du Paraguay sur route juniors
  - 3e du championnat du Paraguay du contre-la-montre juniors
- 2018
  - 3e du championnat du Paraguay du contre-la-montre espoirs
- 2019
  - 3e de la Copa K6 Shimano
- 2024
  - Copa Espinillo

### Classements mondiaux
| Année            | 2022 |
| ---------------- | ---- |
| UCI America Tour | 230e |